# Тинаксит
Тинаксит — минерал, обнаруженный в северной части России. Название получено из его основных составляющих: Ti, Na, K, Si.
Открыт в 1960 году в Мурунском щелочном комплексе, на юго-западе Якутии. Впервые описан в 1965 году в статье «Тинаксит — новый минерал» в докладе Академии Наук СССР № 162.

## Свойства
Тинаксит является иносиликатом титана, натрия, калия, кальция и марганца. Встречается в виде хорошо образованных длиннопризматических кристаллов. Агрегаты имеют форму розетковидную, радиально-лучистую. Минерал также может содержать примеси меди, железа, магния. Часто имеет жёлто-коричневый цвет.

## Происхождение
Тинаксит — акцессорный минерал калиевых полевошпатовых метасоматитов, развитых на контакте с известняками. Он часто встречается вместе с чароитом, другими полевыми шпатами и иноселикатами.
Имеется только два известных месторождения, оба в России: Мурунский массив в Якутии и гора Юкспор в Хибинском массиве на Кольском полуострове.